# Neolitsea papuana
Neolitsea papuana är en lagerväxtart som beskrevs av Elmer Drew Merrill. Neolitsea papuana ingår i släktet Neolitsea och familjen lagerväxter. Inga underarter finns listade i Catalogue of Life.